# Gal Irski
Gal Irski ili samo Gal (o. 550. – o. 640.), irski redovnik i svetac.

## Životopis[2]
Sveti Gal zajedno je sa Svetim Kolumbanom oko 590. godine došao na misionarski rad u Franačku iz Belfasta gdje je Gal u tamošnjem samostanu završio naobrazbu. Godine 610. trebali su otići iz Franačke te su posjetili Alemane na obalama Bodenskoga jezera, Gal se ubrzo razbolio te nije mogao s Kolumbanom nastaviti misionarski rad. Kada se ubrzo oporavio, pridružio se đakonu Hilteboldu na hodočasničkim misijama po današnjoj Švicarskoj. U dolini rijeke Steinach osnovao je pustinjačko prebivalište gdje mu je pomagao i Sveti Magnus. Godine 614. bilo mu je ponuđeno mjesto biskupa Konstanze, a 625. godine i mjesto opata u Burgundiji no on je sve te ponude odbio i nastavio živjeti pustinjačkim načinom života. Umro je o 640. godine u Arbonu, a pokopan je na mjestu gdje je 612. osnovao samostan, a Sveti Otmar 719. uzdignuo na rang opatije koja se nalazi na UNESCO-ovom popisu svjetske baštine.

## Legende i štovanje
Uz Svetog Gala vežu se mnoge legende, jedna od njih je ona u kojoj je pomogao medvjedu izvaditi trn iz šape te mu je medvjed u znak zahvalnosti pomagao u sakupljanju drva za ogrijev. Također se vjeruje da je istjerao zloduha iz zaručnice franačkog kralja Sigiberta II.
Njegov se spomendan slavi 16. listopada, a zaštitnik je mnogih gradova (poput St. Gallen) i država, a u nekim krajevima se na njegov spomendan obavlja se berba jabuka. a krave se s gorskih pašnjaka vraćaju u zimske staje.